# Remi Delrue
Remi Delrue (6 juni 2006) is een Belgische zwemmer. Hij is gespecialiseerd in de vlinderslag. Voornamelijk de 100 meter vlinderslag is zijn beste zwemslag. Delrue is aangesloten bij zwemclub Kortrijkse Zwemkring, maar traint hoofdzakelijk bij G-sport Vlaanderen in Brugge.
Op 12-jarige leeftijd begon hij met zwemmen bij BOAS, een zwemclub die zich inzet voor personen met een mentale of fysieke beperking. Later begon hij met competitiezwemmen in Wevelgem. Onder begeleiding van de Kortrijkse Zwemkring groeide Delrue door tot een goede zwemmer. Sinds 2023 is Delrue opgenomen in het nationaal team. In 2024 maakte hij officieel de overstap naar de topsportwerking van G-sport Vlaanderen. Daar traint hij nu onder de nationale trainer in Brugge.
In 2023 behaalde Delrue een bronzen medaille op de World Series paraswimming in Frankrijk bij de junioren. Delrue werd in totaal al 13 keer Belgisch kampioen op diverse zwemnummers. Ook is hij in het bezit van twee nationale records.